# ماهاگاما
ماهاگاما (به انگلیسی: Mahagama) یک منطقهٔ مسکونی در هند است که در بخش گودا واقع شده‌است. ماهاگاما ۲٫۲۱ کیلومتر مربع مساحت و ۱۰٬۹۶۹ نفر جمعیت دارد و ۶۹ متر بالاتر از سطح دریا واقع شده‌است.